# Autocamionale della Cisa
Autocamionale della Cisa S.p.A. – operator włoskiej autostrady A15. Spółka powstała 6 września 1950 roku. Na mocy udzielonej przez ANAS koncesji do 31 grudnia 2050 będzie operatorem trasy A15. Prezesem spółki jest Giulio Burchi. Siedziba Autocamionale della Cisa znajduje się w Monte Paro.

## Udziałowcy
- SIAS: 84.357%
- Prowincja Mediolan: 6.263%